# Idealism (internationella relationer)
Idealism är en tankeskola i internationella relationer som bland annat lär att en regerings politiska ideologi bör påverka dess utrikespolitik. Några konkurrerande skolor är politisk realism och marxism.
En av de tidigaste anhängarna var USA:s president Woodrow Wilson.
Det finns många ideologier som omfattar idealism. Några sådana ideologi är liberalism i internationella relationer och neokonservatism.